# Афро-семинольский креольский язык
А́фро-семино́льский крео́льский язы́к (Afro-Seminol Criollo, Afro-Seminole, Afro-Seminole Creole, Black Seminole, Seminole) — вымирающий диалект языка галла, на котором говорят чёрные семинолы, которые проживают в муниципалитете Насимьенто-де-лос-Негрос штата Коауила в Мексике, а также в городе Бракетвил штата Техас и в округе Семиноле штата Оклахома в США. Имеет мексиканский и техасский диалекты.